# Виновный (фильм, 2018)
«Виновный» (дат. Den skyldige) — датский художественный фильм-триллер 2018 года, режиссёрский дебют Густава Мёллера с Якобом Седергреном в главной роли. Премьера фильма состоялась на кинофестивале «Сандэнс» 21 января 2018 года.
Фильм был отобран для выдвижения от Дании на «Оскар» за лучший фильм на иностранном языке на церемонии 2019 года, причём вошёл в шортлист, однако в итоге не оказался в числе пяти номинантов. Он также был номинирован на премию «Спутник» за лучший фильм на иностранном языке.

## Сюжет
Действие происходит в режиме реального времени на протяжении одного вечера, в одном помещении. А́сгер Хольм работает оператором службы спасения 112 в восточной части Зеландии: в его задачу входит принять вызов, понять, требуется ли помощь и вызвать на место происшествия полицию или «скорую помощь». По ходу действия из разговора Асгера со своим напарником Рашидом становится понятно, что Асгер — полицейский, которого после какого-то происшествия на время разбирательства направили на другую работу, а завтра ему предстоит предстать перед судом, на котором Рашид будет давать показания как свидетель.
Незадолго до конца смены Асгер получает звонок от женщины, которую он по базе данных идентифицирует как И́бен. Она говорит с ним, как будто со своим маленьким ребёнком, и Асгер догадывается, что женщина похищена и делает вид, что звонит домой, хотя хочет позвать на помощь. Переключаясь между разговором с Ибен и полицией, а затем, после окончания смены, уходя в соседнюю комнату, Асгер начинает собственное расследование, пытаясь помочь женщине. Он узнаёт, что Ибен живёт с двумя детьми, которые остались дома одни. Маленькая дочь Ибен Матильда говорит Асгеру по телефону, что папа, который с ними больше не живёт, в ярости вытолкал маму из дома и они уехали, причём он запретил ей подходить к младшему брату, который спит в своей кроватке. Асгер вызывает к детям полицейских, которые видят, что маленький брат Матильды Оливер убит ножом. Подозревая бывшего мужа Ибен Микеля, ранее судимого, Асгер звонит ему, но тот не хочет говорить. Асгер устанавливает, что Микель везёт Ибен куда-то на север Зеландии. Он просит Рашида съездить домой к Микелю и незаконно вломиться в дом, попытавшись найти что-либо, связанное с северной Зеландией.
Самой Ибен во время очередного разговора Асгер советует пристегнуться и резко дёрнуть ручной тормоз. Однако это не причиняет вреда Микелю, который запирает Ибен в фургоне. Та вновь звонит Асгеру, плача и говоря, что она не может находиться взаперти. По совету Асгера она находит в фургоне кирпич и, когда фургон останавливается и Микель открывает дверь, Ибен ударяет его кирпичом и убегает. Между тем Рашид сообщает Асгеру, что нашёл переписку Микеля и с ней, помимо множества писем адвоката по поводу права Микеля на свидания с детьми, обнаружил информацию о том, что Ибен какое-то время лечилась от психического расстройства. Асгер понимает, что это Ибен убила Оливера, не осознавая этого — как говорит ему сама Ибен, она хотела избавить плачущего ребёнка от «змей» в его животе.
Асгер звонит Микелю, который пришёл в себя и собирается ехать к детям. Позже Ибен звонит сама, и Асгер узнаёт, что она стоит на мосту и, осознав, что убила ребёнка, хочет покончить с собой. Асгер уговаривает её не делать этого, говоря, что она нужна Матильде и что Микель хотел ей помочь. Асгер также признаётся Ибен, что сам убил человека, молодого парня, но затем соврал, что сделал это из самозащиты, и хотел соврать так же и на суде завтра. Ибен бросает трубку, однако, созвонившись с полицией и будучи уверенным, что Ибен погибла, Асгер узнаёт, что она сдалась полицейским. Потрясённый, он выходит из комнаты и на пороге снова набирает номер на мобильнике.

## В ролях
- Якоб Седергрен — Асгер
- Йессика Диннаге — Ибен (голос)
- Омар Шаргави — Рашид (голос)
- Йохан Олсен — Микель (голос)
- Якоб Ломанн — Бо, полицейский (голос)
- Катинка Эверс-Янсен — Матильда (голос)
- Жанетт Линдбек — дежурный по вызовам в северной Зеландии (голос)
- Лаура Бро — журналист
- Мортен Суурбалле

## Критика
Фильм получил положительные отзывы. На агрегаторе Rotten Tomatoes его уровень одобрения составил 99% со средней оценкой 7,9/10, на Metacritic оценка составила 83 из 100, что также означает «наивысший уровень признания».
Картину высоко оценил Алекс Экслер, отметив блестящий сценарный и режиссёрский дебют Густава Мёллера и исполнение главной роли Якобом Седергреном: по словам блогера, он «не ожидал такого эмоционального накала от картины в подобном формате». Экслер обратил особое внимание на то, «насколько искусно и поразительно выверенно Меллер выстраивает каждую сцену: как камера фокусируется на лице Хольма и испытываемых им эмоциях, как играет освещение, увеличивая драматизм происходящего, как фон поначалу заполняется разговорами коллег, а потом все дальше и дальше звук концентрируется на Асгере и голосах в его телефонной трубке».

## Награды и номинации
- 2018 — приз зрительских симпатий кинофестиваля «Сандэнс» в категории «Мировое кино — драма».
- 2018 — приз за лучший сценарий (Густав Мёллер, Эмил Нюгор Албертсен) и приз Golden Blogos на кинофестивале в Вальядолиде.
- 2018 — приз зрительских симпатий и приз молодёжного жюри на Роттердамском кинофестивале.
- 2018 — приз зрительских симпатий и приз лучшему актёру (Якоб Седергрен) на кинофестивале в Салониках.
- 2018 — приз зрительских симпатий, приз лучшему актёру (Якоб Седергрен), приз за лучший сценарий (Густав Мёллер, Эмил Нюгор Албертсен), а также специальное упоминание и приз Achille Valdata на Туринском кинофестивале.
- 2018 — приз за лучший режиссёрский дебют фестиваля Camerimage.
- 2018 — три номинации на премию Европейской киноакадемии: лучшее европейское открытие (Густав Мёллер), лучший европейский актёр (Якоб Седергрен), лучший европейский сценарий (Густав Мёллер, Эмил Нюгор Албертсен).
- 2018 — попадание в список лучших фильмов года по версии Национального совета кинокритиков США.
- 2019 — две премии «Бодиль» за лучшую мужскую роль (Якоб Седергрен) и за талант к созданию блокбастера (Густав Мёллер), а также номинация на лучший фильм.
- 2019 — номинация на премию «Сатурн» за лучший международный фильм.
- 2019 — номинация на премию «Спутник» за лучший международный фильм.
- 2019 — номинация на премию «Аманда» за лучший иностранный фильм.

## Ремейк
Уже в 2018 году было объявлено о грядущих съёмках американского ремейка с Джейком Джилленхолом в главной роли. Англоязычный фильм «Виновный» вышел осенью 2021 года.